# Lanett (Alabama)
Lanett es una ciudad ubicada en el condado de Chambers en el estado estadounidense de Alabama. En el censo de 2000, su población era de 7897.

## Demografía
En el 2000 la renta per cápita promedia del hogar era de $26,197, y el ingreso promedio para una familia era de $36,481. El ingreso per cápita para la localidad era de $15,614. Los hombres tenían un ingreso per cápita de $28,066 contra $22,101 para las mujeres.

## Geografía
Lanett se encuentra ubicada en las coordenadas 32°51′48″N 85°11′58″O / 32.86333, -85.19944 (32.863424, -85.199684)
Según la Oficina del Censo de los EE. UU., la ciudad tiene un área total de 5.40 millas cuadradas (13.97 km²).